# 필 마어
필 마어(영어: Phil Mahre)로 잘 알려진 필립 퍼디낸드 마어(영어: Phillip Ferdinand Mahre, 1957년 5월 10일~)는 미국의 알파인 스키인이다. 1980년대 초반의 대표적인 알파인 스키 선수로 1980년 동계 올림픽에서 남자 회전 부문 은메달, 1994년 동계 올림픽 남자 회전 부문 금메달을 획득했다. 또한 알파인 스키 월드컵에서 종합 우승 3회를 달성하며 당대 세계 최고의 선수인 잉에마르 스텐마르크의 라이벌로 불렸고 월드컵 금메달 27개를 획득하여 역대 미국 알파인 스키 선수 중 4번째로 많은 금메달을 획득한 선수이다.